# Cobija (Chile)
Cobija (anteriormente conhecido como Puerto La Mar) foi o primeiro porto significativo do Oceano Pacífico da Bolívia independente. Em 1825, era o principal porto da Bolívia devido à mina de prata de Potosí.
A cidade foi destruída por um terremoto em 13 de agosto de 1868 e um tsunami em 9 de maio de 1877 mas foi revivida com a descoberta de minério dos Caracoles. No final da Guerra do Pacífico, em 1884, a cidade e toda a província costeira da Bolívia foram anexadas pelo Chile. Em um tratado assinado em 1904, a Bolívia reconheceu a perda de Cobija.
Eventualmente, Cobija foi substituído pelo porto de Antofagasta e em 1907 foi abandonado e sua paróquia foi transferida para a cidade de Gatico que agora é quase uma ruína.